# سد ولبدچت
سد ولبدچت (به لاتین: Welbedacht Dam) یک سد وزنی در آفریقای جنوبی است که در ایالت آزاد واقع شده‌است.